# Acamantides
 (juin 2022).
Les Acamantides (en grec ancien Ἀκαμαντίς) sont une des tribus antiques créées par les réformes de Clisthène.

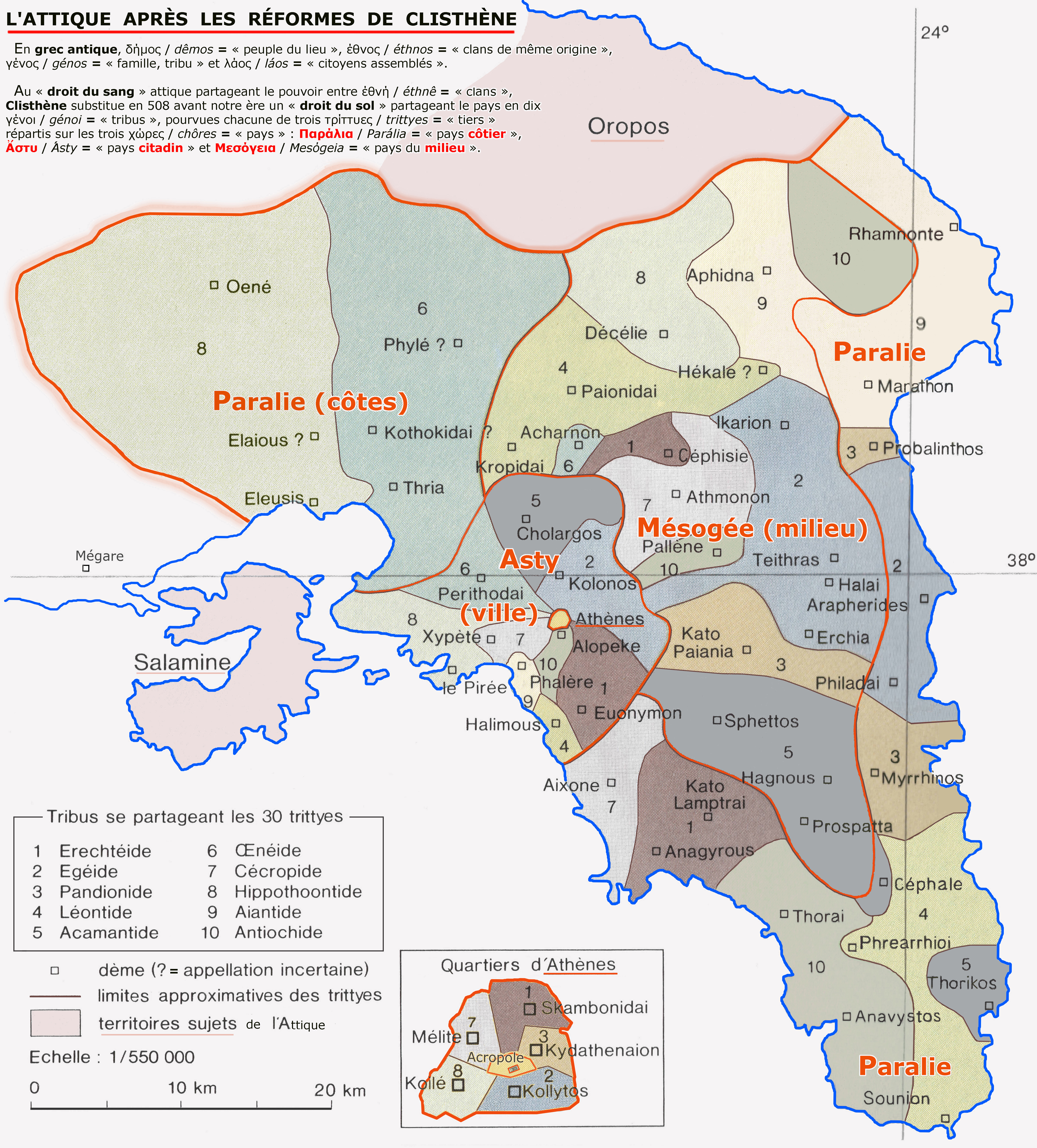
Organisation de l'Attique avec les dix "tribus", les trois "pays", les trente "trittyes" et les dèmes : les Acamantides ont les "trittyes" gris foncé numérotées 5.

Leur nom provient d'Acamas, fils de Thésée et de Phèdre.
L'homme d'État Périclès appartenait à cette tribu.